# José Darío Uribe
José Darío Uribe Escobar (Medellín, Colombia, 22 de diciembre de 1958) es un economista y administrador de negocios colombiano. En la actualidad es el presidente del Fondo Latinoamericano de Reservas (FLAR).
Fue Gerente del Banco de la República desde enero del 2005 hasta enero de 2017 en reemplazo de Miguel Urrutia Montoya.

## Biografía
Está casado con Soraya Montoya, quien trabajó con Antanas Mockus en su primera alcaldía como su Secretaria de Salud y luego de Gobierno.Se graduó de bachiller del Instituto Jorge Robledo de Medellín, es economista de la Universidad de Antioquia y de Los Andes y administrador de negocios de Eafit. Fue jefe de la Unidad de Programación Global en el Departamento Nacional de Planeación en 1986-1987, cuando el actual codirector del Banco de la República, César Vallejo Mejía, era el jefe.
Uribe también fue asesor económico de la Federación Nacional de Cafeteros hasta que ingresó al Banco de la República en 1993, donde ha ascendido desde subgerente de estudios económicos (1993) a gerente técnico (1998) y luego a gerente general. Uribe fue reelegido por segunda vez en septiembre de 2012 y terminó su periodo en enero del 2017.

## Estudios
- PhD en Economía, Universidad de Illinois, 1992, Urbana - Champaign
- M.S en Economía, Universidad de Illinois, 1989, Urbana - Champaign
- Economista de la Universidad de los Andes, 1984, Bogotá
- Administrador de Negocios de la Universidad EAFIT, 1976-1981, Medellín
- Economista de la Universidad de Antioquia, 1976-1981, Medellín
- Bachiller del Instituto Jorge Robledo , Medellín

## Experiencia laboral
- Gerente General del Banco de la República desde enero de 2005
- Gerente Técnico, Banco de la República, enero de 1998-2004
- Subgerente de Estudios Económicos, Banco de la República, septiembre de 1993-enero de 1998
- Asesor Económico, Federación Nacional de Cafeteros, diciembre de 1992-agosto de 1993
- Jefe Departamento Nacional de Planeación, Unidad de Programación Global, 1986-1987
- Docente Universidad Javeriana - Universidad de Los Andes

## Reconocimientos
En el marco de reuniones del Fondo Monetario Internacional y del Banco Mundial en los años 2007 y 2012, José Darío Uribe fue nombrado por la revista inglesa Emerging Markets como el mejor banquero central de Latinoamérica, en reconocimiento al buen manejo que ha ejercido para controlar la inflación en Colombia, por la independencia que ha demostrado del gobierno nacional y por ayudar a promover el buen funcionamiento del sistema financiero colombiano.